# Rhinology
Rhinology (met eventueel als toevoeging (Rotterdam)) is een internationaal, aan collegiale toetsing onderworpen wetenschappelijk tijdschrift op het gebied van de otorinolaryngologie.
Het wordt uitgegeven door de International Rhinologic Society en verschijnt 4 keer per jaar.
Het eerste nummer verscheen in 1970.